# Puccinia pulverulenta

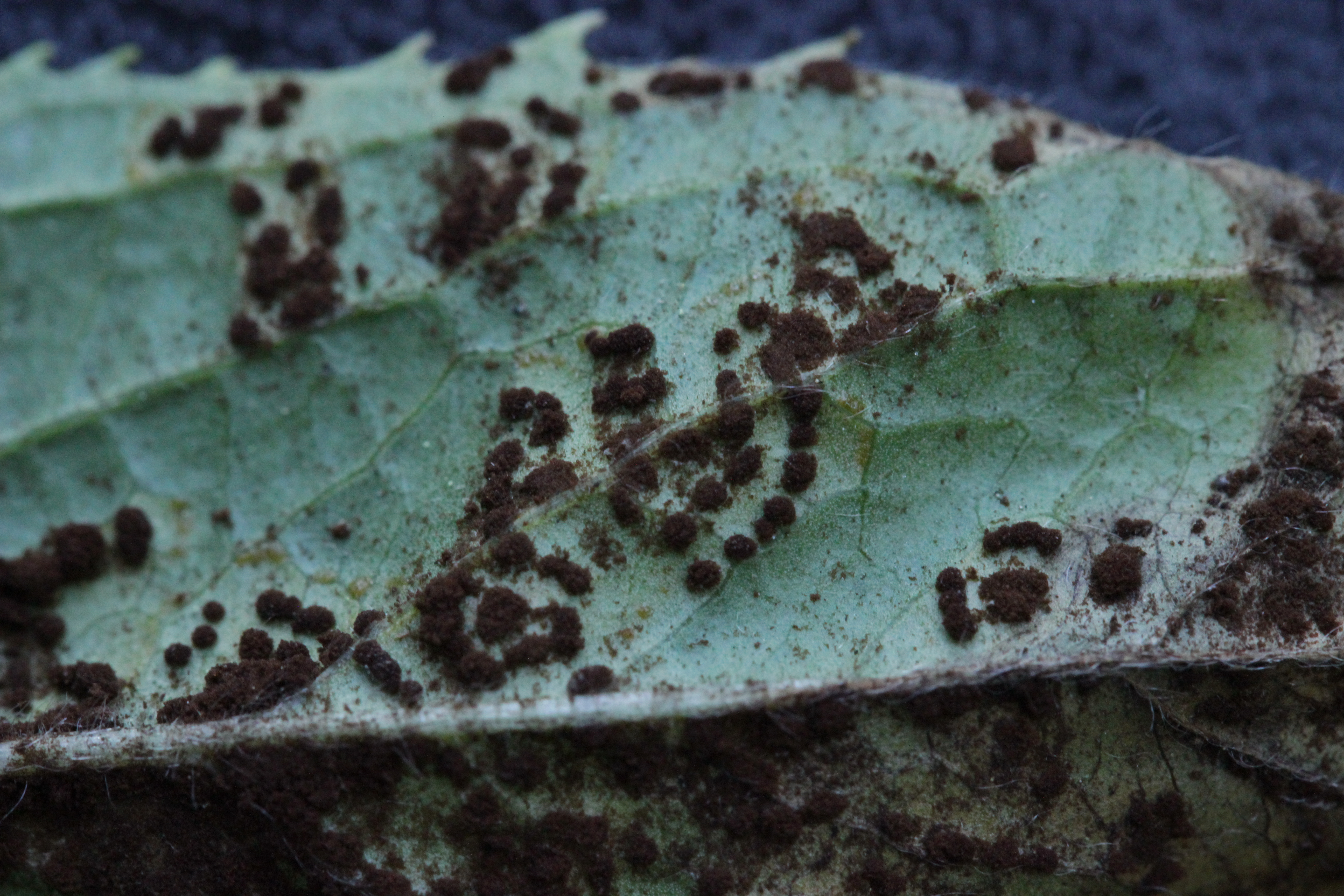
Telia na liściu

Puccinia pulverulenta Grev. – gatunek grzybów z rodziny rdzowatych (Pucciniaceae). Grzyb pasożytniczy, wywołujący u roślin chorobę zwaną rdzą.

## Systematyka i nazewnictwo
Pozycja w klasyfikacji według Index Fungorum: Puccinia, Pucciniaceae, Pucciniales, Incertae sedis, Pucciniomycetes, Pucciniomycotina, Basidiomycota, Fungi.
Po raz pierwszy takson ten zdiagnozował w 1824 r. Robert Kaye Greville. Synonimy:
- Aecidium epilobii DC. 1805
- Dasyspora epilobii (DC.) Arthur 1906
- Puccinia epilobii-tetragoni G. Winter 1881
- Uredo epilobii (DC.) J. Becker 1828[2].

## Morfologia i rozwój
Jest rdzą pełnocyklową, tzn. tworzy wszystkie rodzaje zarodników typowych dla rdzowców. Na dolnej stronie porażonych liści (przy dużym porażeniu także na górnej) tworzą się ecja, często w dużej ilości, oraz rozproszone wśród nich żółte spermogonia o miseczkowatym kształcie i odginających się, białych brzegach. Ecjospory długości 16–26 µm i średnicy 13–22 µm, kuliste do cylindryczno-elipsoidalnych, pomarańczowe, cienkościenne, delikatnie brodawkowate. Uredinia na dolnej stronie liści, rozproszone lub czasami zlewające się w grupy, o mączystym wyglądzie, kasztanowobrązowe. Urediniospory 23,5–29,5 × 16–25 µm, od kulistych do jajowatych, o bardzo grubych ściankach, kasztanowo-brązowe, zwykle z dwoma porami rostkowymi, z odległymi kolcami o wysokości 1,5–2 µm i średnicy ok. 1 µm przy podstawie. Telia na dolnej stronie liści, w gronach. Pokrywająca je tkanka liścia szybko odpada, odsłaniając ciemnobrązowe teliospory osadzone na szklistych, często ekscentrycznych, wiotkich, liściastych trzonkach o średnicy 5–6 µm. Teliospory mają wymiary 27–32 × 16–19 µm, są cylindryczne do kiełbaskowato-cylindrycznych, czasami silnie zwężone na septach, o obu końcach zaokrąglonych, bardzo grubościenne (całkowita grubość ściany 2,5 µm i 3,5–4 µm na wierzchołku). Górna komórka z porami wierzchołkowymi i zwykle także bocznymi o średnicy 4–5 µm, dolna komórka z 1 (–2) porami bocznymi o średnicy 4–5 µm. Są gładkie lub lekko brodawkowate.
Puccinia pulverulenta jest pasożytem jednodomowym, tzn. jego pełny cykl życiowy odbywa się na tej samej roślinie. Porażenie ma charakter ogólnoustrojowy, powoduje chorobę całej rośliny. Jest wąskim oligofagiem porażającym rośliny z rodziny wiesiołkowatych (Onagraceae). Opisano jej występowanie na: wierzbówce kiprzycy Epilobium angustifolium i wielu innych gatunkach wierzbówek: Epilobium alpestre, alsinifolium, anagallidifolium, brachycarpum, ciliatum & subsp. glandulosum, collinum, cupreum, davuricum, dodonaei, fleischeri, hirsutum, hirtigerum, lanceolatum, leptophyllum, minutiflorum, montanum, obscurum, paluste, parviflorum, roseum, tetragonum.